# Wimborne Minster
Wimborne Minster, ofta kallat enbart Wimborne, är en stad och civil parish i Dorset i England. Orten har 6 790 invånare (2011). Byn nämndes i Domedagsboken (Domesday Book) år 1086, och kallades då Winborne/Winburne.